# Stjärnkikare (djur)
Stjärnkikare (Astroscopus guttatus) är en fiskart som beskrevs av Abbott, 1860. Stjärnkikare ingår i släktet Astroscopus och familjen Uranoscopidae. Inga underarter finns listade i Catalogue of Life.